# Istočnopacifički greben
Istočnopacifički greben je srednjookeanski greben, divergentne granice tektonske ploče smešten duž dna Tihog okeana. On razdvaja Tihookeansku ploču na zapadu od (sever prema jugu) Severnoameričke ploče, Rivera ploče, Kokos ploče, Naska ploče i Antarktičke ploče. Ovaj greben se prostire južno od Kalifornijskog zaliva u basenu Saltonskog mora u Južnoj Kaliforniji do tačke blizu 55° J, 130° Z, gde se spaja sa Pacifičko-Antarktičkim grebenom koji se prostire zapadno-jugozapadno prema Antarktiku, blizu Novog Zelanda (iako se u nekim vidovima primene PAR smatra južnim delom EPR-a). Veći deo uspona leži na oko 3.200 km (2.000 mi) od južnoameričke obale i uzdiže se na oko 1.800–2.700 m (6.000–9.000 ft) iznad okolnog morskog dna.

## Pregled
Okeanska kora se udaljava od Istočnopacifičkog grebena sa obe strane. Blizu Uskršnjeg ostrva stopa je preko 150 mm (6 in) godišnje, što je najbrže na svetu. Međutim, na severnom kraju je to mnogo sporije sa samo oko 60 mm (2 1⁄2 in) godišnje. Na istočnoj strani uspona, ploče Kokos i Naska koje se se pokreću prema istoku susreću se sa Južnoameričkom pločom koja se pomera ka zapadu i Severnoameričkom pločom koja podleže subdukciji pod njima. Pojas vulkana duž Anda i luk vulkana kroz Centralnu Ameriku i Meksiko direktni su rezultati ove kolizije. Istočno od poluostrva Donja Kalifornija, greben se ponekad naziva i zona procepa Kalifornijskog zaliva. Na ovom području je novonastala okeanska kora izmešana sa novonastalom kontinentalnom korom koja potiče od Severnoameričke ploče.
U blizini Uskršnjeg ostrva, Istočnopacifični greben se susreće sa Čileanskim grebenom i mikropločama Huana Fernandeza, koje se prostiru ka istoku, gde podležu subdukciji ispod Južnoameričke ploče u Peruansko-Čileanskom rovu duž obale južnog Čilea. Južna ekstenzija Istočnopacifičkog grebena (zvana Tihookeanski-Antarktički greben) spaja se sa Jugoistočnim indijskim grebenom u Makvorskoj trojnoj tačci južno od Novog Zelanda.
Delovi Istočnopacifičkog grebena imaju koso širenje, to jest širenje okeanskog dna koje nije ortogonalno najbližem segmentu grebena.
Duž Istočnopacifičkog grebena hidrotermalni izvori zvani crni pušači prvi put su otkriveni projektom RISE 1979. godine i od tada su opsežno proučavani. Ovi otvori formiraju vulkanogene masivne depozite sulfidne rude na dnu okeana. Pronađena su mnoga jedinstvena dubokovodna bića kod ventilacionih otvora, koji opstaju u hemosintetskom ekosistemu, i ne onom koji koristi fotosintezu. Južni deo Istočnopacifičkog greben jedan je od najbrže širećih sekcija Zemljinog sredokeanskog grebenskog sistema.

## Literatura
- „Ring of Fire – Pacific Ring of Fire”. Geography.about.com. 2010-06-14. Архивирано из оригинала 04. 12. 2010. г. Приступљено 2010-11-01.
- „Ring of Fire”. USGS. 2012-07-24. Приступљено 2013-06-13.
- „Where do earthquakes occur?”. USGS. 2013-05-13. Архивирано из оригинала 2014-08-05. г. Приступљено 2013-06-13.
- „Earthquakes FAQ”. U.S. Geological Survey. Архивирано из оригинала 2006-01-17. г.
- „Earthquakes Visual Glossary”. U.S. Geological Survey.
- Oppenheimer, Clive (2011). „Appendix A”. Eruptions that Shook the World. Cambridge: Cambridge University Press. стр. 355—363. ISBN 978-0-521-64112-8.
- „Moving slabs”. This Dynamic Earth. USGS. Архивирано из оригинала 11. 10. 1997. г. Приступљено 11. 10. 2020.
- Batiza, Rodey; Sack, Richard O.; Allan, James F. (1. 8. 1988). „Cr-rich spinels as petrogenetic indicators; MORB-type lavas from the Lamont seamount chain, eastern Pacific”. American Mineralogist (на језику: енглески). 73 (7–8): 741—753. ISSN 0003-004X — преко http://www.minsocam.org/ammin/AM73/AM73_741.pdf.
- Fornari, Daniel J.; Perfit, Michael R.; Allan, James F.; Batiza, Rodey; Haymon, Rachel; Barone, Angela; Ryan, William B.F.; Smith, Terri; Simkin, Tom; Luckman, Mary Ann (јун 1988). „Geochemical and structural studies of the Lamont seamounts: seamounts as indicators of mantle processes”. Earth and Planetary Science Letters. 89 (1): 63—83. doi:10.1016/0012-821X(88)90033-7.
- Lavelle, J. W.; Thurnherr, A. M.; Ledwell, J. R.; McGillicuddy, D. J.; Mullineaux, L. S. (31. 12. 2010). „Deep ocean circulation and transport where the East Pacific Rise at 9–10°N meets the Lamont seamount chain” (PDF). Journal of Geophysical Research. 115 (C12). doi:10.1029/2010JC006426. hdl:1912/4330.
- Ryan, William B. F.; Barone, Angela M. (10. 7. 1990). „Single plume model for asynchronous formation of the Lamont Seamounts and adjacent Eeast Pacific Rise terrains”. Journal of Geophysical Research: Solid Earth (на језику: енглески). 95 (B7): 10801—10827. ISSN 2156-2202. doi:10.1029/JB095iB07p10801.
- Sack, Richard O.; Fornari, Daniel J.; Perfit, Michael R.; Batiza, Rodey; Allan, James F. (1. 10. 1989). „Petrology of Lavas from the Lamont Seamount Chain and Adjacent East Pacific Rise, 10° N”. Journal of Petrology (на језику: енглески). 30 (5): 1245—1298. ISSN 0022-3530. doi:10.1093/petrology/30.5.1245.

- Sclater, John G.; Anderson, Roger N.; Bell, M. Lee (1971-11-10). „Elevation of ridges and evolution of the central eastern Pacific”. Journal of Geophysical Research. 76 (32): 7888—7915. Bibcode:1971JGR....76.7888S. ISSN 2156-2202. doi:10.1029/jb076i032p07888.
- Parsons, Barry; Sclater, John G. (1977-02-10). „An analysis of the variation of ocean floor bathymetry and heat flow with age”. Journal of Geophysical Research. 82 (5): 803—827. Bibcode:1977JGR....82..803P. ISSN 2156-2202. doi:10.1029/jb082i005p00803.
- Davis, E.E; Lister, C. R. B. (1974). „Fundamentals of Ridge Crest Topography”. Earth and Planetary Science Letters. 21 (4): 405—413. Bibcode:1974E&PSL..21..405D. doi:10.1016/0012-821X(74)90180-0.
- Vine, F. J.; Matthews, D. H. (1963). „Magnetic Anomalies Over Oceanic Ridges”. Nature (на језику: енглески). 199 (4897): 947—949. Bibcode:1963Natur.199..947V. ISSN 0028-0836. S2CID 4296143. doi:10.1038/199947a0.
- Vine, F. J. (1966-12-16). „Spreading of the Ocean Floor: New Evidence”. Science (на језику: енглески). 154 (3755): 1405—1415. Bibcode:1966Sci...154.1405V. ISSN 0036-8075. PMID 17821553. S2CID 44362406. doi:10.1126/science.154.3755.1405.
- Searle, Roger (2013-09-19). Mid-ocean ridges. New York. ISBN 9781107017528. OCLC 842323181.
- Macdonald, Ken C. (1977). „Near-bottom magnetic anomalies, asymmetric spreading, oblique spreading, and tectonics of the Mid-Atlantic Ridge near lat 37°N”. Geological Society of America Bulletin (на језику: енглески). 88 (4): 541. Bibcode:1977GSAB...88..541M. ISSN 0016-7606. doi:10.1130/0016-7606(1977)88<541:NMAASO>2.0.CO;2.
- Macdonald, K. C. (1982). „Mid-Ocean Ridges: Fine Scale Tectonic, Volcanic and Hydrothermal Processes Within the Plate Boundary Zone”. Annual Review of Earth and Planetary Sciences. 10 (1): 155—190. Bibcode:1982AREPS..10..155M. doi:10.1146/annurev.ea.10.050182.001103.
- Argus, Donald F.; Gordon, Richard G.; DeMets, Charles (2010-04-01). „Geologically current plate motions”. Geophysical Journal International (на језику: енглески). 181 (1): 1—80. Bibcode:2010GeoJI.181....1D. ISSN 0956-540X. doi:10.1111/j.1365-246X.2009.04491.x .
- Wilson, Douglas S. (1996). „Fastest known spreading on the Miocene Cocos-Pacific Plate Boundary”. Geophysical Research Letters (на језику: енглески). 23 (21): 3003—3006. Bibcode:1996GeoRL..23.3003W. ISSN 1944-8007. doi:10.1029/96GL02893.
- Macdonald, Ken C.; Fox, P. J. (1983). „Overlapping spreading centres: new accretion geometry on the East Pacific Rise”. Nature. 302 (5903): 55—58. Bibcode:1983Natur.302...55M. ISSN 1476-4687. S2CID 4358534. doi:10.1038/302055a0.
- Dick, Henry J. B.; Lin, Jian; Schouten, Hans (новембар 2003). „An ultraslow-spreading class of ocean ridge”. Nature. 426 (6965): 405—412. Bibcode:2003Natur.426..405D. ISSN 1476-4687. PMID 14647373. S2CID 4376557. doi:10.1038/nature02128.
- Marjorie Wilson (1993). Igneous petrogenesis. London: Chapman & Hall. ISBN 978-0-412-53310-5.
- Michael, Peter; Cheadle, Michael (20. 2. 2009). „Making a Crust”. Science. 323 (5917): 1017—18. PMID 19229024. S2CID 43281390. doi:10.1126/science.1169556.
- Hyndman, Donald W. (1985). Petrology of igneous and metamorphic rocks (2nd изд.). McGraw-Hill. ISBN 978-0-07-031658-4.
- Blatt, Harvey; Robert Tracy (1996). Petrology (2nd изд.). Freeman. ISBN 978-0-7167-2438-4.
- Spiess, F. N.; Macdonald, K. C.; Atwater, T.; Ballard, R.; Carranza, A.; Cordoba, D.; Cox, C.; Garcia, V. M. D.; Francheteau, J. (1980-03-28). „East Pacific Rise: Hot Springs and Geophysical Experiments”. Science (на језику: енглески). 207 (4438): 1421—1433. Bibcode:1980Sci...207.1421S. ISSN 0036-8075. PMID 17779602. S2CID 28363398. doi:10.1126/science.207.4438.1421.
- Martin, William; Baross, John; Kelley, Deborah; Russell, Michael J. (2008-11-01). „Hydrothermal vents and the origin of life”. Nature Reviews Microbiology. 6 (11): 805—814. ISSN 1740-1526. PMID 18820700. S2CID 1709272. doi:10.1038/nrmicro1991.
- Hekinian, R., ур. (1982-01-01), „Chapter 2 The World's Oceanic Ridge System”, Elsevier Oceanography Series, Petrology of the Ocean Floor (на језику: енглески), Elsevier, 33, стр. 51—139, ISBN 9780444419675, doi:10.1016/S0422-9894(08)70944-9, Приступљено 2020-10-27
- Larson, R.L., W.C. Pitman, X. Golovchenko, S.D. Cande, JF. Dewey, W.F. Haxby, and J.L. La Brecque, Bedrock Geology of the World, W.H. Freeman, New York, 1985.
- Müller, R. Dietmar; Roest, Walter R.; Royer, Jean-Yves; Gahagan, Lisa M.; Sclater, John G. (1997-02-10). „Digital isochrons of the world's ocean floor”. Journal of Geophysical Research: Solid Earth (на језику: енглески). 102 (B2): 3211—3214. Bibcode:1997JGR...102.3211M. doi:10.1029/96JB01781 .